# Garypus bonairensis withi
Garypus bonairensis withi es una subespecie de arácnido del orden Pseudoscorpionida de la familia Garypidae.

## Distribución geográfica
Se encuentra en Mustique (San Vicente y las Granadinas).